# Gisèle d'Estoc
G. d'Estoc est l'un des noms de plume de Marie-Paule Alice Courbe, écrivaine, journaliste, peintre et sculptrice française, également féministe, duelliste et travestie, née le 27 mars 1845 à Nancy (2 rue Montesquieu),  morte le 8 mai 1894 à Nice (136 rue de France).

## Biographie

### Formation
Elle est la fille de Jean-Pierre Courbe, serrurier, et de Anne Marthe Mienville. Marie-Paule Courbe étudie la sculpture avec  Joseph Kremer.   En 1866, elle noue une relation amicale très forte avec une autre artiste, Marie-Edmée Pau. Les deux jeunes femmes se sentent à l'étroit dans leur identité sexuelle et  communient dans le culte de  Jeanne d'Arc qu'elles perçoivent comme « l'idéale androgyne ». Marie-Paule Courbe commence à exposer avec succès dans les salons lorrains en 1867.

### Sculptrice
À la fin du Second Empire, elle emménage à Paris où ses sculptures sont admises au Salon de 1869 à 1889. Après son bref mariage le 22 septembre 1875 avec Paul Joseph Parent-Desbarres (1836-1875), industriel et fils d'un libraire-éditeur, elle mène une vie privée  tumultueuse, s'octroyant les mêmes libertés que celles dont disposent alors les hommes : elle entame, en 1881, une liaison avec Guy de Maupassant, puis avec Marguerite Eymery dite Rachilde, femme de lettres et travestie comme elle, qu'elle critique plus tard dans un pamphlet — sous le nom de Raclife — dans La vierge réclame, qu'elle signe G. d'Estoc.  

### Carrière littéraire
Dans les années 1880, elle entreprend une carrière littéraire,  publiant des nouvelles et des chroniques dans Le Petit nancéien, Nancy artiste, la Dépêche de Nancy et L'Estafette sous le pseudonyme de Gysèle ou sous son nom de femme mariée, P. Desbarres. Ses thèmes privilégiés sont la justice et la vérité : "Fiat Lux, fiat justicia" est la devise de son éphémère Revue caudine (1887). Ces valeurs forment le socle de son engagement féministe.  

### Engagement féministe
En 1890, elle adhère sous le pseudonyme de G. d'Estoc à la Ligue de l'affranchissement des femmes que vient de fonder Marie-Rose Astié de Valsayre. Dans une volonté de neutralisation, « G » majuscule rend le prénom épicène, tandis que le nom évoque sa pratique de l'escrime. G. d'Estoc contribue à la rédaction des statuts de la Ligue dont le but est de « combattre toutes les injustices dont la femme est victime dans la société ». En septembre, elle profère un blâme contre la journaliste Séverine qui avait chargé son compagnon de se battre en duel à sa place : une femme doit être capable de défendre seule son honneur. Peu après, elle fait une communication sur la femme de lettres qui aboutit au vote de la résolution suivante : « à capacités égales salaire égal ». Mais sa carrière tourne court : malade, elle se retire à Nice avec son dernier compagnon, Léo d'Arkaï (alias Louis-Joseph Pillard). Cependant, Astié de Valsayre continue à utiliser le nom de G. d'Estoc que l'on retrouve  dans une liste de candidates aux législatives de 1893, et dans le Groupe des escrimeuses, destiné à servir par l'épée "la cause féminine".

## Postérité et historiographie
En 1928, le littérateur Pierre Borel achète les papiers personnels de Marie-Paule Courbe à Pillard d'Arkaï et inflige à sa victime ce qu'il y a de pire de la part d'un biographe : il mélange des documents authentiques avec des pièces apocryphes, voire totalement fabriquées de sa main.  C'est lui qui a affublé celle qu'il  décrit comme une « folle de sexualité (...) égoïste, ardente et volage » du pseudonyme de "Gisèle d'Estoc" dont jamais elle n'usa, mais sous lequel elle est désormais connue, qui la trahit. Les fantasmes boréliens ont ensuite contaminé l'histoire littéraire, et continuent à faire saliver, bien que l'on sache désormais que Borel a écrit n'importe quoi. L'Américaine Melanie Hawthorne a méthodiquement démonté la tradition misogyne née de ses écrits, tandis que Gilles Picq, le premier à avoir identifié Gisèle d'Estoc comme étant Marie-Paule Courbe,, a écrit sa biographie et publié ses écrits dans la presse nancéienne,.
Si G. d'Estoc a joué dans le mouvement féministe un rôle mineur, c'est elle qui a inspiré à la jeune Madeleine Pelletier, qui croisa sa silhouette lors d'une réunion de la Ligue de l'affranchissement des femmes, une « voie lumineuse d'affranchissement » : celle du travestissement, fondement essentiel du « féminisme intégral ».

## Publications
- G. d’Estoc, La Vierge réclame, premier volume d’une hypothétique série « Les Gloires malsaines », illustrations de Fernand Fau, Paris Librairie Richelieu, 1887.https://gallica.bnf.fr/ark:/12148/bpt6k6136677r
- Gyz-El, Noir sur blanc, récits lorrains, Nancy, A. Voirin, 1887.
- La Revue Caudine'', publication littéraire nancéienne, Paris, 1887. Directrice-gérante : Mme Paule P. Desbarres.
- G.J. d'Estoc, Psychologie de Jeanne d'Arc... [Texte imprimé] / Publication : Paris : J. Strauss, 1891[17].